# Free European Song Contest 2021
El II Festival de la Cançó d'Europa Lliure 2021 fou la segona edición del festival. Se celebrà al Lanxess Arena de Colònia, Alemanya. Aquesta edició comptà amb la primera participació d'Anglaterra, Escòcia, Eslovènia, França i Grècia, però no amb la de Bulgària, Dinamarca, Israel, el Kazakhstan, la lluna i el Regne Unit (tot i així, hi participaren dos dels quatre països components).

## Organització

### Presentadors
Els presentadors tornaràn a ser en Steven Gätjen i la Conchita Wurst

### Actes d'obertura i interval
En la conferència de premsa en línia del 12 de maig de 2021, es va anunciar que el guanyador de l'any passat, Nico Santos, apareixeria com a acte d'obertura. No obstant això, Santos va haver de cancel·lar la seva participació amb poca antelació durant la roda de premsa.
Die Prinzen amb l'Eko Fresh i MoTrip interpretaran la seva cançó Millionär 2021 com a acte d'interval.

## Països participants
| País          | Títol original de la cançó   | Artista                              |
| País          | Traducció al català          | Idiomes                              |
| ------------- | ---------------------------- | ------------------------------------ |
| Alemanya      | Supergeiler Helge Schneider  | Helge Schneider com l'Udo Lindenberg |
| Alemanya      | Súper calent Helge Schneider | Alemany                              |
| Anglaterra    | Mexico                       | Mighty Oaks                          |
| Anglaterra    | Anglès                       |                                      |
| Àustria       | Tut mir nicht leid           | Mathea                               |
| Àustria       | No ho sento                  | Alemany                              |
| Bèlgica       | ASAP                         | Milow                                |
| Bèlgica       | Anglès i francès             |                                      |
| Croàcia       | Gold                         | Jasmin Wagner                        |
| Croàcia       | Or                           | Alemany i croat                      |
| Escòcia       | Statues                      | Amy Macdonald                        |
| Escòcia       | Estàtues                     | Anglès                               |
| Eslovènia     | Stuck in My Mind             | Ben Dolic                            |
| Eslovènia     | Encallat en la meva ment     | Anglès i eslovè                      |
| Espanya       | Corazón                      | Juan Daniel                          |
| Espanya       | Cor                          | Castellà                             |
| França        | VIP                          | Hugel feat. Bloodline                |
| França        | Anglès i francès             |                                      |
| Grècia        | Herz                         | Sotiria                              |
| Grècia        | Cor                          | Alemany                              |
| Irlanda       | The One                      | Rea Garvey                           |
| Irlanda       | L'únic                       | Anglès                               |
| Itàlia        | 13 Schritte                  | Mandy Capristo                       |
| Itàlia        | 13 etapes                    | Alemany, italià                      |
| Països Baixos | Rollercoaster                | Danny Vera                           |
| Països Baixos | Muntanya russa               | Anglès                               |
| Polònia       | Wild Boys                    | Fantasy                              |
| Polònia       | Nois salvatges               | polonès                              |
| Suïssa        | Unser kleines Wunder         | Seven                                |
| Suïssa        | El nostre petit miracle      | Alemany                              |
| Turquia       | Alles helal+++               | Elif                                 |
| Turquia       | Tot és llum+++               | Alemany i turc                       |

## Festival

### Ordre d'actuació
| Núm. | País          | Artista(es)                          | Cançó                         | Lloc | Punts |
| ---- | ------------- | ------------------------------------ | ----------------------------- | ---- | ----- |
| 1    | Bèlgica       | Milow                                | «ASAP»                        | 3    | 77    |
| 2    | Itàlia        | Mandy Capristo                       | «13 Schritte»                 | 11   | 41    |
| 3    | Eslovènia     | Ben Dolic                            | «Stuck in My Mind»            | 14   | 27    |
| 4    | Turquia       | Elif                                 | «Alles Helal+++»              | 6    | 68    |
| 5    | Polònia       | Fantasy                              | «Wild Boys»                   | 11   | 41    |
| 6    | Espanya       | Juan Daniel                          | «Corazón»                     | 10   | 52    |
| 7    | Anglaterra    | Mighty Oaks                          | «Mexico»                      | 9    | 60    |
| 8    | Croàcia       | Jasmin Wagner                        | «Gold»                        | 16   | 18    |
| 9    | Països Baixos | Danny Vera                           | «Rollercoaster»               | 2    | 94    |
| 10   | Grècia        | Sotiria                              | «Herz»                        | 15   | 23    |
| 11   | Irlanda       | Rea Garvey                           | «The One»                     | 1    | 116   |
| 12   | Àustria       | Mathea                               | «Tut mir nicht leid»          | 7    | 67    |
| 13   | França        | Hugel amb Bloodline                  | «VIP»                         | 8    | 65    |
| 14   | Escòcia       | Amy Macdonald                        | «Statues»                     | 4    | 77    |
| 2    | Suïssa        | Seven                                | «Unser kleines Wunder»        | 12   | 40    |
| 16   | Alemanya      | Helge Schneider com l'Udo Lindenberg | «Supergeiler Helge Schneider» | 5    | 69    |

### Portaveus
- Sasha
- Ross Antony
- Christina Stürmer
- Eric Kabongo
- Monica Ivancan
- Nathan Evans
- Lina Kuduzović (representant d'Eslovènia al Festival d'Eurovisió Júnior de 2015)
- Javi Martínez
- Ofenbach
- Lucas Cordalis[3]
- Johnny Logan (guanyador dels festivals d'Eurovisió de 1980 i 1987, compositor del guanyador del concurs de 1992)
- Pietro Lombardi
- Sylvie Meis
- Fabio Landert
- Eko Fresh

## Altres països
Qualsevol país pot participar (principalment els que haguin participat a Eurovisió com els altres membres de l'UER)
Els següents països han participat a Eurovisió i tant les seves radiodifusores públiques com privades no van dir res de si participarien: 
- Albània
- Andorra
- Armènia
- Austràlia
- Azerbaidjan
- Belarús
- Bòsnia i Hercegovina
- Eslovàquia
- Estònia
- Finlàndia
- Gal·les
- Geòrgia
- Hongria
- Islàndia
- Letònia
- Lituània
- Luxemburg
- Macedònia del Nord
- Malta
- Marroc
- Moldàvia
- Mònaco
- Montenegro
- Noruega
- Portugal
- Txèquia
- Romania
- Rússia
- San Marino
- Sèrbia
- Suècia
- Ucraïna
- Xipre

## Audiència
A Alemanya va tenir una audiència de 1.38 milions (i un 0.76 milions dels espectadors tenien entre 14 i 49 anys) i a la televisió ProSieben Àustria va tenir una audiència de 0,06 milions (baixen les cifres d'espectadors en comparació a l'edició anterior).

## Curiositats
- Es va pensar que l'Eko Fresh tornaria a representar a Turquia al festival.[6] (tot i així tindrà un paper en aquesta edició com un dels artistes de l'acte d'interval i també serà portaveu)